# Westgate
Westgate és una població dels Estats Units a l'estat d'Iowa. Segons el cens del 2000 tenia 234 habitants.

## Demografia
Segons el cens del 2000, Westgate tenia 234 habitants, 90 habitatges, i 63 famílies. La densitat de població era de 251 habitants/km².
Dels 90 habitatges en un 33,3% hi vivien nens de menys de 18 anys, en un 61,1% hi vivien parelles casades, en un 5,6% dones solteres, i en un 30% no eren unitats familiars. En el 23,3% dels habitatges hi vivien persones soles el 17,8% de les quals corresponia a persones de 65 anys o més que vivien soles. El nombre mitjà de persones vivint en cada habitatge era de 2,6 i el nombre mitjà de persones que vivien en cada família era de 3,1.
Per edats la població es repartia de la següent manera: un 27,8% tenia menys de 18 anys, un 6,8% entre 18 i 24, un 24,8% entre 25 i 44, un 23,5% de 45 a 60 i un 17,1% 65 anys o més.
L'edat mediana era de 37 anys. Per cada 100 dones de 18 o més anys hi havia 77,9 homes.
La renda mediana per habitatge era de 30.750 $ i la renda mediana per família de 43.438 $. Els homes tenien una renda mediana de 29.375 $ mentre que les dones 18.594 $. La renda per capita de la població era de 14.709 $. Entorn de l'1,5% de les famílies i el 7,6% de la població estaven per davall del llindar de pobresa.

## Poblacions més properes
El següent diagrama mostra les poblacions més properes.